# OBS 스튜디오
OBS 스튜디오(OBS Studio, 이전 명칭: 오픈 브로드캐스터 소프트웨어, Open Broadcaster Software, OBS)는 OBS 프로젝트가 관할하는 자유-오픈 소스 소프트웨어 스트리밍·녹화 프로그램이다. 이 프로그램은 윈도우 10 이상, macOS 10.8 이상, 리눅스 우분투 14.04 이상을 지원한다.

## 개요
OBS 스튜디오는 녹화 및 실시간 스트리밍을 위한 자유-오픈 소스 소프트웨어 제품군이다. C, C++로 작성된 OBS는 실시간 소스 및 장치 캡처, 장면 합성, 인코딩, 녹화, 방송을 제공한다. 데이터 전송은 주로 리얼 타임 메시징 프로토콜을 통해 수행되며 트위치, 데일리모션과 같은 스트리밍 웹사이트를 위한 수많은 프리셋을 포함하여 임의의 RTMP를 지원하는 도착지(예: 유튜브)로 송신할 수 있다.
비디오 인코딩의 경우, OBS는 X264 자유 소프트웨어 라이브러리, 인텔 퀵 싱크 비디오, 엔비디아 NVENC, AMD 비디오 인코딩 엔진을 사용하여 영상 스트림을 H.264/MPEG-4 AVC 포맷 및 H.265/HEVC 포맷으로 인코딩할 수 있다. MP3나 AAC 코덱을 사용하여 인코딩할 수 있다. 고급 사용자들은  Libavcodec / FFmpeg에서 사용 가능한 임의의 코덱 및 임의의 FFmpeg URL에 대한 출력 스트림을 지정할 수 있다.

## 역사
OBS 스튜디오는 Hugh "Jim" Bailey가 만든 조그마한 프로젝트로 시작되었지만 OBS 개선을 위해 작업하고 프로그램의 지식을 보급하는 수많은 온라인 협업자들의 도움을 받아 빠르게 성장하였다. 2014년에 멀티플랫폼 지원, 더 철저한 기능 집합, 더 강력한 API에 대한 OBS 멀티플랫폼(나중에 OBS 스튜디오로 명칭 변경)이라는 이름의 재작성된 버전의 개발을 시작했다. OBS 스튜디오 v18.0.1 기준으로 OBS 클래식은 전자가 후자의 기능을 거의 완전히 지원함에 따라 더 이상 지원되지 않지만 클래식의 다운로드는 여전히 가능하다.

## 플러그인
OBS 스튜디오는 다양한 플러그인을 지원하여 기능을 확장하고 있다. 플러그인은 네이티브 코드 DLL 파일로 로드되지만, 래퍼 플러그인을 사용할 수 있으므로 닷넷 프레임워크로 작성된 호스팅 플러그인을 허용한다.

## 같이 보기
- 다이렉트쇼
- X264
- 스크린캐스트